# Scooby-Doo! Curse of the Lake Monster
Scooby-Doo! Curse of the Lake Monster is een Amerikaanse televisiefilm van filmregisseur Brian Levant. De film ging in première op 16 oktober 2010 op Cartoon Network. Op 1 maart 2011 verscheen de film op dvd.

## Verhaal
De vriendengroep gaat werken voor een golfclub van een oom van Daphne. Bij het meer gebeuren eigenaardige dingen. Shaggy wordt verliefd op Velma en vraagt Fred om raad.

## Rolverdeling
| Acteur        | Personage     | Opmerkingen |
| ------------- | ------------- | ----------- |
| Frank Welker  | Scooby-Doo    | stemrol     |
| Nick Palatas  | Shaggy Rogers |             |
| Kate Melton   | Daphne Blake  |             |
| Hayley Kiyoko | Velma Dinkley |             |
| Robbie Amell  | Fred Jones    |             |